# Chūhai

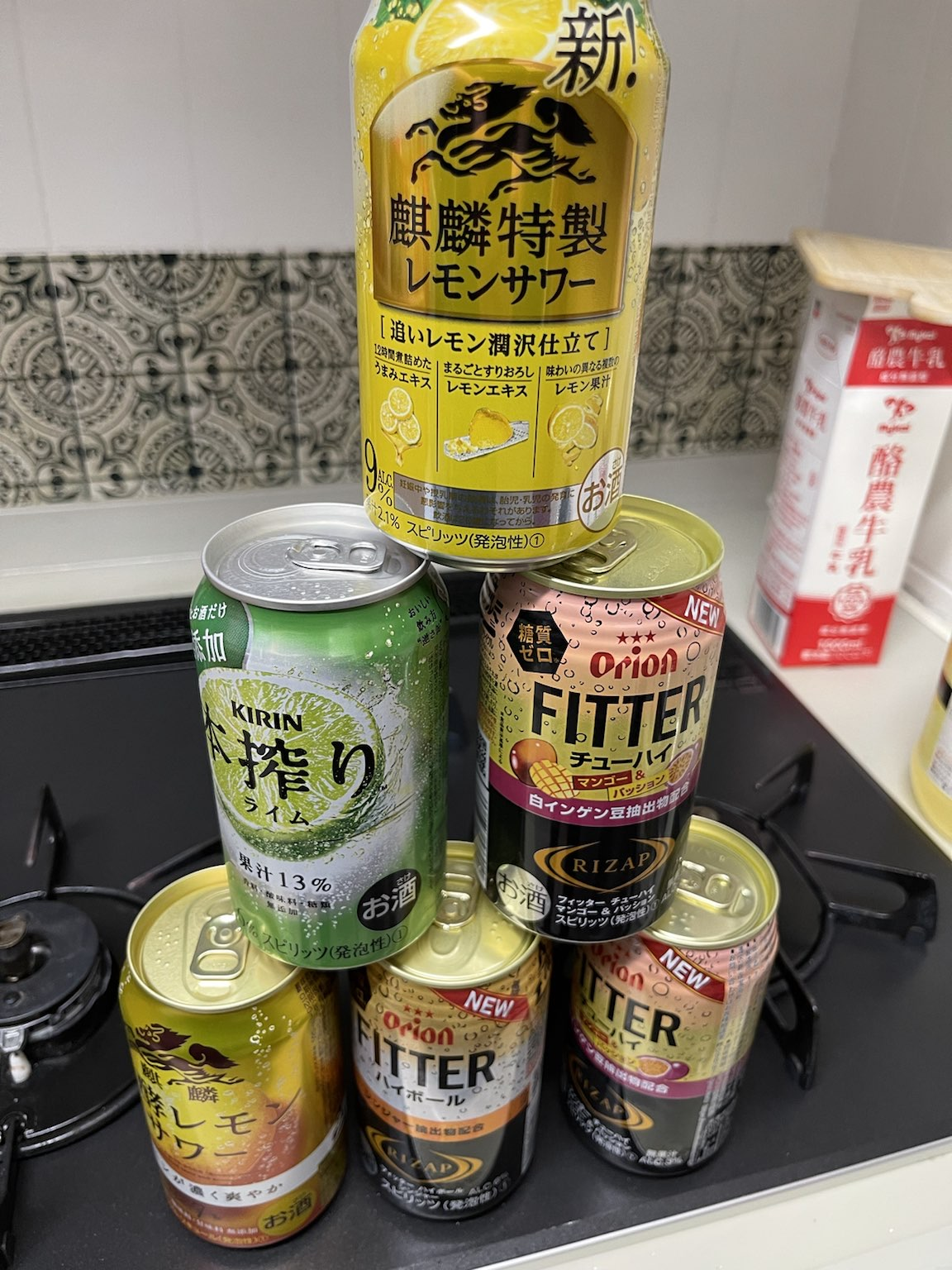

Le chūhai (酎ハイ) est une boisson alcoolisée populaire au Japon à base d'un spiritueux (généralement du shōchū), de jus de fruits et de soda, vendue à la fois prête à l'emploi en canette et dans les bars sous forme de long drink (shōchū highball). Le mot chūhai est construit comme une abréviation de Shōchū Highball (焼酎ハイボール).
La teneur en alcool des boissons prêtes à l'emploi disponibles est d'environ 5 à 12 % en volume,. Le rapport entre l'alcool et la boisson gazeuse est d'environ 1:3. Il ressemble à un alcopop, mais contient beaucoup plus d'alcool et parfois aucun sucre (« zero »). Dans la pratique les produits commercialisés en canette ayant des goûts sucrés sont étiquetés « chūhai » et ceux à des goûts proches de highball, plutôt amers, « shōchū highball » sans contraction.
Dans les pubs japonais la nomenclature peut être divergente. Des équivalents de chūhai en canette sont souvent offerts sous sour (anglicisme サワー, sawā) et des highballs à shochū chūhai.

## Histoire
Après la Seconde Guerre mondiale, dans les villes japonaises bombardées, le shōchū était de si mauvaise qualité qu'il était devenu courant dans les pubs de le mélanger à des sodas sucrés. Avec la reprise économique du Japon, les spiritueux importés, notamment le whisky, sont également devenus un symbole de statut social. Au Japon, le highball, whisky arrosé d'eau gazeuse, est devenu la forme de service la plus populaire. Ces deux tendances, à savoir masquer le goût fort de l'alcool du shōchū avec de l'eau gazeuse tout en le rendant gazeux, ont donné naissance au shōchū highball - ou chūhai pour faire court.
En 1983, la brasserie Asahi devient la première à commercialiser un chūhai prêt à l'emploi. Mais c'est avec le premier chūhai en conserve, le Takara's Lemon Chūhai, à 7 % d'alcool, que la boisson a commencé son ascension. C'était pratiquement la première boisson plus forte que l'on pouvait facilement emporter avec soi pendant le long trajet du retour et boire dans le train sans avoir à recourir aux gobelets en verre jetables très bon marché de vin de riz comme les sans-abri.
Le Lemon Chūhai de Takara a un goût très acidulé, presque amer, et pendant des années (en partie à cause des banlieusards), il avait plutôt le stigmate d'être une boisson bon marché pour se saouler rapidement (teneur en alcool relativement élevée par rapport au prix).

## Popularité
Pratiquement toutes les couches de la société boivent du chūhai de nos jours ; dans les supermarchés, la bière et le chūhai se partagent désormais le rayon des alcools réfrigérés à parts égales. Il en existe aujourd'hui une très large gamme, notamment les chūhais au litchi sucré ou les chūhais « au vin mousseux », qui utilisent du jus de raisin, de la vodka, de la carbonatation et surtout du sucre pour imiter le goût du vin mousseux.
Ce boom du chūhai est en partie lié au boom du happōshu, dans lequel la bière, très chère au Japon en raison des taxes, est remplacée par des « boissons houblonnées » moins chères, mais aussi au boom du shōchū (le shōchū déplace le vin de riz). En raison de la pénurie de shōchū due à la forte demande, de moins en moins de chūhai contiennent du vrai shōchū, mais de plus en plus souvent de la vodka ou d'autres liqueurs, de sorte qu'on ne peut en fait plus guère parler de chūhai au sens strict mais comme un nom générique pour des boissons sucrés à faible titrage.
Depuis 2018, la société Coca Cola distribue également un chūhai au Japon,.
Dans un sens secondaire, Chu-Hai en japonais signifie également (smacking) kiss et high (drug) ; les associations avec l'effet de la boisson ne sont certainement pas sans fondement dans ce sens.[réf. nécessaire]